# Florian Beck
Florian Beck (* 7. Januar 1958 in Gunzesried) ist ein ehemaliger deutscher Skirennläufer.
Im Alpinen Skiweltcup gehörte er in den 1980er-Jahren neben Frank Wörndl zu den besten deutschen Slalomläufern. Beim Weltcupslalom 1985 in Bad Wiessee erreichte Beck den zweiten Platz. In den Jahren 1984–1989 wurde er viermal Deutscher Meister im Slalom, außerdem war er vierfacher WM-Teilnehmer.
Beck ist mit Maria Epple-Beck verheiratet und wohnt in Gunzesried. Er leitet als Koordinator das Alpine Trainingscenter Allgäu (ATA) in Oberjoch. 2006 übernahm er beim Damen-Skiweltcup in Ofterschwang die Leitung des Ressorts Sport und fungierte als Rennleiter. Beck ist Alpin-Trainer des Zoll-Ski-Teams.